# 中国系统工程学会
中国系统工程学会（英文：Systems Engineering Society of China，缩写：SESC），是由中华人民共和国从事系统科学和系统工程的科技工作者组成的学术组织，隶属于中国科学技术协会。成立于1980年11月18日，住所为北京市中关村东路55号思源楼。

## 历届理事长
- 第一届：关肇直
- 第二届：许国志
- 第三届：许国志
- 第四届：顾基发
- 第五届：顾基发
- 第六届：陈光亚
- 第七届：陈光亚
- 第八届：汪寿阳
- 第九届：汪寿阳
- 第十届：杨晓光

## 主办刊物
- 《系统工程理论与实践》
- 《系统工程学报》
- 《系统科学与系统工程学报(英文版)》
- 《模糊系统与数学》
- 《交通运输系统工程与信息》
- 《系统工程与电子技术》
- 《Journal of Systems Engineering and Electronics》[2]

## 颁发奖项
- 系统科学与系统工程终身成就奖
- 系统科学与系统工程贡献奖
- 系统科学与系统工程青年科技奖
- 系统科学与系统工程优秀博士学位论文奖